# Dichagyris griseotincta
Dichagyris griseotincta là một loài bướm đêm trong họ Noctuidae.